# ロス・トンプキンス
ロス・トンプキンス（Ross Tompkins、1938年5月13日 - 2006年6月30日）は、ザ・トゥナイト・ショー・バンドのメンバーを務めたアメリカのジャズ・ピアニスト。

## 略歴
トンプキンスはニューイングランド音楽院に通った後、ニューヨークに移り、カイ・ウィンディング (1960年–1967年)、エリック・ドルフィー (1964年)、ウェス・モンゴメリー (1966年)、ボブ・ブルックマイヤー/クラーク・テリー (1966年)、ベニー・グッドマン (1968年)、ボビー・ハケット (1965年–1970年)、アル・コーン & ズート・シムズ (1968年–1972年)と仕事をした。1971年にロサンゼルスへ移り、1970年代にはルイ・ベルソン、ジョー・ヴェヌーティ、レッド・ノーヴォ、1980年代にはジャック・シェルドンと共演した。
彼は、ジョニー・カーソンがホストを務めるテレビ番組『ザ・トゥナイト・ショー』で、ドク・セヴェリンセン率いるザ・トゥナイト・ショー・バンドと長年にわたり関わったことで最もよく知られていた。1971年から1992年にカーソンが引退するまでバンドのメンバーを務めた。1970年代後半には、リーダーとしてコンコード・ジャズに録音を残した。
トンプキンスは、肺がんにより68歳で亡くなった。

## ディスコグラフィ

### リーダー・アルバム
- 『ア・ペアー・トゥ・ドロー・トゥ』 - A Pair to Draw To (1975年、Concord Jazz) ※with ハーブ・エリス
- Scrimshaw (1976年、Concord)
- 『ライヴ・アット・ザ・'77コンコード・サマー・フェスティバル』 - Live at Concord 1977 (1977年、Concord) ※with ジョー・ヴェヌーティ、スコット・ハミルトン
- 『ロスト・イン・ザ・スターズ』 - Lost in the Stars (1977年、Concord)
- Ross Tompkins and Good Friends (1978年、Concord)
- Festival Time (1979年、Concord) ※with コンコード・オールスターズ
- Red & Ross Recorded Live January 1979 (1979年、Concord) ※with レッド・ノーヴォ
- Street of Dreams (1982年、Famous Door)
- 『シンフォニー』 - Symphony (1984年、Famous Door)
- 『L.A.アフター・ダーク』 - L.A. After Dark (1986年、Famous Door)
- In The Swing of Things (1987年、Famous Door)
- 『A.K.A・ザ・ファントム』 - AKA "The Phantom" (1994年、Progressive) ※ソロ・ピアノ
- Don't You Know I Care? (1995年、Audiophile) ※with ポリー・ポードウェル
- 『セレブレイツ・ザ・ミュージック・オブ・ジュレ・スタイン』 - Celebrates the Music of Jule Styne (1996年、Progressive)
- Heart to Heart (1998年、HD) ※with キャシー・シーガル・ガルシア
- 『セレブレイツ・ザ・ミュージック・オブ・ハロルド・アーレン 』 - Celebrates the Music of Harold Arlen (1999年、Progressive)
- Younger than Springtime (2001年、Arbors)

### 参加アルバム
カイ・ウィンディング
- 『ザ・グレート・カイ&J.J.』 - The Great Kai & J. J. (1960年) ※with J・J・ジョンソン
- 『ジ・インクレディブル・カイ・ウィンディング・トロンボーン』 - The Incredible Kai Winding Trombones (1960年、Impulse!)
- Kai Olé (1961年、Verve)
- Solo (1963年、Verve)
- 『イスラエル』 - Israel (1968年、A&M/CTI) ※with J・J・ジョンソン
- 『ストーンボーン』 - Stonebone (1969年、A&M/CTI) ※with J・J・ジョンソン

ドク・セヴェリンセン
- Doc Severinsen's Closet (1970年)
- The Tonight Show Band with Doc Severinsen (1986年)
- The Tonight Show Band Vol. 2 (1988年)
- Merry Christmas from Doc Severinsen and the Tonight Show Orchestra (1991年)
- Once More...With Feeling! (1991年)
- Good Medicine (1992年)
- Swingin' the Blues (1999年)

トミー・ニューサム
- Tommy Newsom and His TV Jazz Stars (1991年)
- I Remember You Johnny (1996年)

ルイ・ベルソン
- 150 MPH (1974年)
- 『ルイ・ベルソン・ビッグ・バンド』 - The Louis Bellson Explosion (1975年)
- 『ルイ・ベルソン・7』 - Louie Bellson's 7 - Live At The Concord Summer Festival (1976年)
- 『ルイ・ベルソン・ジャム』 - Louis Bellson Jam (1978年)
- 『マッターホルン』 - Matterhorn (1978年)
- Prime Time (1978年)
- 『レインチェック』 - Raincheck (1978年)
- 『サンシャイン・ロック』 - Sunshine Rock (1978年)
- Cool, Cool, Blue (1994年)

ハーブ・エリス
- 『リズム・ウィリー』 - Rhythm Willie (1975年)
- 『ソフト・アンド・メロウ』 - Soft & Mellow (1979年)
- 『ハーブ・エリス・アット・モントルー』 - Herb Ellis at Montreux (1979年)

スヌーキー・ヤング
- 『スヌーキー&マーシャル』 - Snooky & Marshall's Album (1978年)
- Horn of Plenty (1979年、Concord Jazz) ※with ジョン・コリンズ、レイ・ブラウン、ジェイク・ハナ[3]

ビル・ワトラス
- 『ワトラス・イン・ハリウッド』 - Watrous In Hollywood (1979年)
- I'll Play for You (1980年)
- 『ビル・ワトラス・アンド・カール・フォンタナ』 - Bill Watrous & Carl Fontana (2001年)

ジャック・シェルドン
- 『スタンド・バイ・フォー』 - Stand by for (1983年)
- On My Own (1991年)

その他
- ジョー・ニューマン : In a Mellow Mood (1962年)
- トニー・モトーラ : Warm, Wild & Wonderful (1968年)
- ズート・シムズ : 『ホーソーン・ナイツ』 - Hawthorne Nights (1976年)
- ハワード・ロバーツ : 『リアル・ハワード・ロバーツ』 - The Real Howard Roberts (1977年)
- ロレイン・フェザー : 『スウィート・ロレイン』 - Sweet Lorraine (1978年)
- ピーナッツ・ハッコー : Peanuts Hucko with His Pied Piper Quintet (1979年)
- ボブ・クーパー : Play the Music of Michel LeGrand (1980年)
- ディック・キャリー : 『カリフォルニア・ドゥーイングス』 - California Doings (1981年)
- スパイク・ロビンソン : Just a Bit o' Blues Vol. 1 (1988年)
- ハリー・エディソン/スパイク・ロビンソン : Just a Bit o' Blues Vol. 2 (1988年)
- ダグ・マクドナルド : Doug MacDonald Quartet (1990年)
- ジャック・レモン : Piano & Vocals (1990年)
- ボブ・クーパー & コンテ・カンドリ : 『ボブ・クーパー〜コンテ・カンドリ・クインテット』 - Bob Cooper/Conte Candoli Quintet (1993年)
- ディック・ヘイファー : Prez Impressions: Dedicated To The Memory Of Lester Young (1994年)
- プラス・ジョンソン : Evening Delight (1999年)
- デイヴ・ペル : Live in Paradise (2001年)[4]